# Rough and Ready (Kalifornia)
Rough and Ready – jednostka osadnicza w Stanach Zjednoczonych, w stanie Kalifornia, w hrabstwie Nevada.